# Campionati mondiali di sollevamento pesi 2022
I Campionati mondiali di sollevamento pesi 2022 sono stati l'87ª edizione maschile e la 30ª femminile della manifestazione e si sono svolti a Bogotà, in Colombia, al Gran Carpa Américas Corferias, dal 5 al 16 dicembre 2022.
Per dieci categorie di peso, cinque maschili e cinque femminili, l'evento è stato anche designato come torneo di qualificazione per i Giochi della XXXIII Olimpiade di Parigi del 2024. 

## Scelta della sede
In origine, i campionati dovevano disputarsi a Chongqing, in Cina, ma la situazione è cambiata nel marzo 2022 a causa delle misure di contrasto alla pandemia di COVID-19 in Cina. La nuova sede è stata annunciata dall'International Weightlifting Federation il 23 aprile 2022.

## Titoli in palio
Per il quarto anno si assegnano 20 titoli mondiali, 10 maschili e 10 femminili. In neretto sono indicate le 10 categorie (5 maschili e 5 femminili) valide come torneo di qualificazione per i Giochi olimpici di Parigi 2024. Rispetto ai Giochi della XXXII Olimpiade di Tokyo 2020 soltanto quattro categorie sono rimaste invariate: due maschili e due femminili (pesi gallo e pesi leggeri).
Categorie maschili
| Categoria            | Eventi         | Atl. | Gr. |
| -------------------- | -------------- | ---- | --- |
| Pesi mosca           | Fino a 55 kg   | 15   | 2   |
| Pesi gallo           | Fino a 61 kg   | 33   | 3   |
| Pesi piuma           | Fino a 67 kg   | 21   | 2   |
| Pesi leggeri         | Fino a 73 kg   | 31   | 3   |
| Pesi medi            | Fino a 81 kg   | 29   | 3   |
| Pesi massimi leggeri | Fino a 89 kg   | 35   | 3   |
| Pesi mediomassimi    | Fino a 96 kg   | 29   | 3   |
| Pesi massimi primi   | Fino a 102 kg  | 31   | 3   |
| Pesi massimi         | Fino a 109 kg  | 16   | 2   |
| Pesi supermassimi    | Oltre i 109 kg | 27   | 3   |

Categorie femminili
| Categoria            | Eventi          | Atl. | Gr. |
| -------------------- | --------------- | ---- | --- |
| Pesi mosca           | Fino a 45 kg    | 15   | 2   |
| Pesi gallo           | Fino a 49 kg    | 37   | 4   |
| Pesi piuma           | Fino a 55 kg    | 21   | 2   |
| Pesi leggeri         | Fino a 59 kg    | 54   | 5   |
| Pesi medi            | Fino a 64 kg    | 23   | 2   |
| Pesi massimi leggeri | Fino a 71 kg    | 39   | 4   |
| Pesi mediomassimi    | Fino a 76 kg    | 20   | 2   |
| Pesi massimi primi   | Fino a 81 kg    | 25   | 3   |
| Pesi massimi         | Fino a 87 kg    | 17   | 2   |
| Pesi supermassimi    | Oltre gli 87 kg | 19   | 2   |

## Calendario eventi
Il 24 novembre viene diffuso il calendario degli eventi con i titoli da assegnare nelle giornate di gare. Le 20 gare, ciascuna suddivisa in gruppi da due a cinque, sono distribuite su 12 giorni di gara.
Nella tabella seguente il quadrato completamente blu si riferisce alla giornata delle eliminatorie dei gruppi per ciascuna categoria, mentre i quadrati blu col pallino nero si riferiscono alle giornate delle finali per le assegnazioni delle medaglie.
| Giorno→ Categoria ↓ | Lu 05 | Ma 06 | Me 07 | Gi 08 | Ve 09 | Sa 10 | Do 11 | Lu 12 | Ma 13 | Me 14 | Gi 15 | Ve 16 |
| ------------------- | ----- | ----- | ----- | ----- | ----- | ----- | ----- | ----- | ----- | ----- | ----- | ----- |
| 55 kg               |       | ●     |       |       |       |       |       |       |       |       |       |       |
| 61 kg               |       |       | ●     |       |       |       |       |       |       |       |       |       |
| 67 kg               |       |       |       |       | ●     |       |       |       |       |       |       |       |
| 73 kg               |       |       |       |       | ●     |       |       |       |       |       |       |       |
| 81 kg               |       |       |       |       |       |       | ●     |       |       |       |       |       |
| 89 kg               |       |       |       |       |       |       | ●     |       |       |       |       |       |
| 96 kg               |       |       |       |       |       |       |       | ●     |       |       |       |       |
| 102 kg              |       |       |       |       |       |       |       |       | ●     |       |       |       |
| 109 kg              |       |       |       |       |       |       |       |       |       |       | ●     |       |
| +109 kg             |       |       |       |       |       |       |       |       |       |       |       | ●     |

| Giorno→ Categoria ↓ | Lu 05 | Ma 06 | Me 07 | Gi 08 | Ve 09 | Sa 10 | Do 11 | Lu 12 | Ma 13 | Me 14 | Gi 15 | Ve 16 |
| ------------------- | ----- | ----- | ----- | ----- | ----- | ----- | ----- | ----- | ----- | ----- | ----- | ----- |
| 45 kg               | ●     |       |       |       |       |       |       |       |       |       |       |       |
| 49 kg               |       | ●     |       |       |       |       |       |       |       |       |       |       |
| 55 kg               |       |       | ●     |       |       |       |       |       |       |       |       |       |
| 59 kg               |       |       |       | ●     |       |       |       |       |       |       |       |       |
| 64 kg               |       |       |       |       |       | ●     |       |       |       |       |       |       |
| 71 kg               |       |       |       |       |       |       |       | ●     |       |       |       |       |
| 76 kg               |       |       |       |       |       |       |       |       | ●     |       |       |       |
| 81 kg               |       |       |       |       |       |       |       |       |       | ●     |       |       |
| 87 kg               |       |       |       |       |       |       |       |       |       | ●     |       |       |
| +87 kg              |       |       |       |       |       |       |       |       |       |       | ●     |       |

## Nazioni partecipanti

### Iscritte
Inizialmente era prevista la partecipazione di oltre 110 nazioni ad eccezione di Russia e Bielorussia, sospese nel marzo del 2022 dall'IWF a seguito dell'invasione russa dell'Ucraina. Nell'ottobre del 2022 anche la Corea del Nord viene esclusa dalla competizione per il cambiamento delle regole sui controlli antidoping. Il 9 novembre vengono diffuse le liste ufficiali provvisorie di iscrizione a ciascuna gara: inizialmente partecipano ai campionati 706 atleti rappresentanti di 105 nazioni: 366 nelle categorie maschili e 340 nelle categorie femminili, sotto riportate, che rappresenta il record assoluto dai 626 dei campionati mondiali del 1999 di Atene. Al 24 novembre gli atleti del Pakistan e della Malaysia si ritirano dalla competizione, portando il totale complessivo a 695 atleti: 359 nelle categorie maschili e 336 nelle categorie femminili, incluse le riserve.
A causa dell'alto numero dei partecipanti, l'IWF dapprima prese in considerazione l'utilizzo di due piattaforme invece di una durante la competizione, ma la sede si è rivelata inadatta. Durante la competizione, un aumento del numero di risultati senza sollevamento è stato attribuito dai concorrenti e dal personale all'altitudine della città sul livello del mare con i sollevatori che hanno avuto difficoltà ad assumere ossigeno sufficiente.
- Albania (2)
- Algeria (4)
- Arabia Saudita (5)
- Argentina (6)
- Armenia (13)
- Australia (6)
- Austria (2)
- Bahrein (2)
- Bangladesh (7)
- Barbados (2)
- Belgio (2)
- Bolivia (1)
- Botswana (2)
- Brasile (7)
- Bulgaria (10)
- Camerun (3)
- Canada (18)
- Cina (23)
- Colombia (24)
- Corea del Sud (18)
- Costa Rica (2)
- Croazia (4)
- Cuba (5)
- Danimarca (6)
- Ecuador (16)
- Egitto (13)
- El Salvador (1)
- Estonia (1)
- Filippine (9)
- Figi (1)
- Finlandia (5)
- Francia (4)
- Georgia (12)
- Germania (6)
- Ghana (3)
- Giamaica (3)
- Giappone (18)
- Grecia (3)
- Guam (1)
- Guatemala (3)
- Guyana (2)
- Honduras (4)
- India (8)
- Indonesia (12)
- Iran (18)
- Iraq (5)
- Irlanda (3)
- Islanda (2)
- Israele (6)
- Italia (8)
- Kazakistan (17)
- Kenya (8)
- Kirghizistan (2)
- Lesotho (1)
- Lettonia (5)
- Libano (2)
- Libia (2)
- Lituania (7)
- Lussemburgo (1)
- Madagascar (3)
- Malaysia (3)
- Malta (1)
- Marocco (1)
- Messico (24)
- Moldavia (3)
- Mongolia (7)
- Nauru (3)
- Nigeria (8)
- Norvegia (4)
- Nuova Zelanda (1)
- Oman (2)
- Paesi Bassi (2)
- Pakistan (8)
- Palestina (2)
- Panama (2)
- Papua Nuova Guinea (3)
- Paraguay (3)
- Perù (5)
- Polonia (9)
- Porto Rico (19)
- Qatar (1)
- Regno Unito (11)
- Rep. Ceca (6)
- Rep. Dominicana (10)
- Romania (6)
- Saint Vincent e Grenadine (1)
- Samoa (7)
- Singapore (7)
- Siria (1)
- Spagna (15)
- Sri Lanka (2)
- Svezia (4)
- Svizzera (1)
- Stati Uniti (24)
- Taipei cinese (13)
- Thailandia (13)
- Tonga (2)
- Tunisia (6)
- Turchia (18)
- Turkmenistan (9)
- Ucraina (12)
- Uganda (4)
- Uzbekistan (11)
- Venezuela (16)
- Vietnam (7)

### Effettive
All'8 dicembre gli atleti che partecipano alle gare sono 537: 267 nelle categorie maschili e 270 nelle categorie femminili, per 93 nazioni, sotto indicate.
- Albania (1)
- Algeria (4)
- Arabia Saudita (5)
- Argentina (2)
- Armenia (12)
- Australia (6)
- Austria (2)
- Bahrein (2)
- Barbados (2)
- Belgio (2)
- Bolivia (1)
- Botswana (2)
- Brasile (7)
- Bulgaria (9)
- Camerun (3)
- Canada (17)
- Cina (20)
- Colombia (20)
- Corea del Sud (18)
- Costa Rica (2)
- Croazia (4)
- Cuba (4)
- Danimarca (6)
- Ecuador (16)
- Egitto (6)
- El Salvador (1)
- Estonia (1)
- Filippine (9)
- Figi (1)
- Finlandia (5)
- Francia (4)
- Georgia (10)
- Germania (6)
- Ghana (1)
- Giappone (18)
- Grecia (3)
- Guam (1)
- Guyana (2)
- Honduras (4)
- Islanda (2)
- India (5)
- Indonesia (12)
- Iran (11)
- Irlanda (3)
- Israele (6)
- Italia (7)
- Kazakistan (13)
- Kenya (3)
- Kirghizistan (2)
- Lettonia (5)
- Libano (2)
- Libia (2)
- Lituania (6)
- Lussemburgo (1)
- Madagascar (3)
- Malta (1)
- Messico (20)
- Moldavia (2)
- Mongolia (5)
- Marocco (1)
- Nauru (3)
- Nuova Zelanda (1)
- Norvegia (4)
- Oman (2)
- Paesi Bassi (3)
- Papua Nuova Guinea (2)
- Paraguay (3)
- Perù (5)
- Polonia (3)
- Porto Rico (7)
- Qatar (1)
- Regno Unito (10)
- Rep. Ceca (5)
- Rep. Dominicana (7)
- Romania (6)
- Saint Vincent e Grenadine (1)
- Spagna (12)
- Svezia (4)
- Svizzera (1)
- Stati Uniti (20)
- Siria (1)
- Taipei cinese (13)
- Thailandia (13)
- Tonga (2)
- Tunisia (1)
- Turchia (8)
- Ucraina (5)
- Uzbekistan (10)
- Venezuela (13)
- Vietnam (7)

## Risultati
Sono stati stabiliti quattro record mondiali, tutti nelle singole specialità.

### Categorie maschili
| Evento                                  | Oro                           | Oro                           | Argento                       | Argento                       | Bronzo                        | Bronzo                        |
| Pesi mosca — 55 kg (Dettagli)           | Pesi mosca — 55 kg (Dettagli) | Pesi mosca — 55 kg (Dettagli) | Pesi mosca — 55 kg (Dettagli) | Pesi mosca — 55 kg (Dettagli) | Pesi mosca — 55 kg (Dettagli) | Pesi mosca — 55 kg (Dettagli) |
| --------------------------------------- | ----------------------------- | ----------------------------- | ----------------------------- | ----------------------------- | ----------------------------- | ----------------------------- |
| Strappo                                 | Lại Gia Thành                 | 118 kg                        | Arli Chontey                  | 118 kg                        | Ngô Sơn Đỉnh                  | 117 kg                        |
| Slancio                                 | Theerapong Silachai           | 148 kg                        | Kim Yong-ho                   | 145 kg                        | Miguel Suárez                 | 143 kg                        |
| Totale                                  | Theerapong Silachai           | 265 kg                        | Ngô Sơn Đỉnh                  | 260 kg                        | Kim Yong-ho                   | 260 kg                        |
| Pesi gallo — 61 kg (Dettagli)           |                               |                               |                               |                               |                               |                               |
| Strappo                                 | Li Fabin                      | 137 kg                        | He Yueji                      | 136 kg                        | Eko Yuli Irawan               | 135 kg                        |
| Slancio                                 | Li Fabin                      | 175 kg                        | Eko Yuli Irawan               | 165 kg                        | Jhon Serna                    | 164 kg                        |
| Totale                                  | Li Fabin                      | 312 kg                        | Eko Yuli Irawan               | 300 kg                        | He Yueji                      | 296 kg                        |
| Pesi piuma — 67 kg (Dettagli)           |                               |                               |                               |                               |                               |                               |
| Strappo                                 | Chen Lijun                    | 148 kg                        | Witsanu Chantri               | 144 kg                        | Weeraphon Wichuma             | 143 kg                        |
| Slancio                                 | Yusuf Fehmi Genç              | 182 kg                        | Francisco Mosquera            | 182 kg                        | Weeraphon Wichuma             | 180 kg                        |
| Totale                                  | Francisco Mosquera            | 325 kg                        | Chen Lijun                    | 324 kg                        | Weeraphon Wichuma             | 323 kg                        |
| Pesi leggeri — 73 kg (Dettagli)         |                               |                               |                               |                               |                               |                               |
| Strappo                                 | Rizki Juniansyah              | 155 kg                        | Božidar Andreev               | 154 kg                        | Aleksej Čurkin                | 153 kg                        |
| Slancio                                 | Rahmat Abdullah               | 200 kg                        | Rizki Juniansyah              | 192 kg                        | Aleksej Čurkin                | 190 kg                        |
| Totale                                  | Rahmat Abdullah               | 352 kg                        | Rizki Juniansyah              | 347 kg                        | Aleksej Čurkin                | 343 kg                        |
| Pesi medi — 81 kg (Dettagli)            |                               |                               |                               |                               |                               |                               |
| Strappo                                 | Li Dayin                      | 171 kg                        | Rejepbaý Rejepow              | 164 kg                        | Kim Woo-jae                   | 162 kg                        |
| Slancio                                 | Rejepbaý Rejepow              | 202 kg                        | Li Dayin                      | 201 kg                        | Andrés Caicedo                | 197 kg                        |
| Totale                                  | Li Dayin                      | 372 kg                        | Rejepbaý Rejepow              | 366 kg                        | Kim Woo-jae                   | 357 kg                        |
| Pesi massimi leggeri — 89 kg (Dettagli) |                               |                               |                               |                               |                               |                               |
| Strappo                                 | Keydomar Vallenilla           | 175 kg                        | Kianoush Rostami              | 174 kg                        | Brayan Rodallegas             | 170 kg                        |
| Slancio                                 | Karlos Nasar                  | 220 kg                        | Liu Huanhua                   | 215 kg                        | Brayan Rodallegas             | 211 kg                        |
| Totale                                  | Keydomar Vallenilla           | 385 kg                        | Brayan Rodallegas             | 381 kg                        | Liu Huanhua                   | 381 kg                        |
| Pesi mediomassimi — 96 kg (Dettagli)    |                               |                               |                               |                               |                               |                               |
| Strappo                                 | Lesman Paredes                | 185 kg                        | Nurgissa Adiletuly            | 174 kg                        | Jhor Moreno                   | 171 kg                        |
| Slancio                                 | Romain Imadouchène            | 213 kg                        | Lesman Paredes                | 212 kg                        | Jhor Moreno                   | 209 kg                        |
| Totale                                  | Lesman Paredes                | 397 kg                        | Nurgissa Adiletuly            | 383 kg                        | Jhor Moreno                   | 380 kg                        |
| Pesi massimi primi — 102 kg (Dettagli)  |                               |                               |                               |                               |                               |                               |
| Strappo                                 | Reza Dehdar                   | 177 kg                        | Marcos Ruiz                   | 176 kg                        | Samvel Gasparyan              | 175 kg                        |
| Slancio                                 | Artëm Antropov                | 222 kg                        | Fares El-Bakh                 | 217 kg                        | Bekdoolot Rasulbekov          | 217 kg                        |
| Totale                                  | Fares El-Bakh                 | 391 kg                        | Reza Dehdar                   | 390 kg                        | Samvel Gasparyan              | 389 kg                        |
| Pesi massimi — 109 kg (Dettagli)        |                               |                               |                               |                               |                               |                               |
| Strappo                                 | Ruslan Nurudinov              | 177 kg                        | Mehdi Karami                  | 176 kg                        | Aymen Bacha                   | 175 kg                        |
| Slancio                                 | Ruslan Nurudinov              | 220 kg                        | Georgi Chkheidze              | 219 kg                        | Rafel Cerro                   | 214 kg                        |
| Totale                                  | Ruslan Nurudinov              | 397 kg                        | Georgi Chkheidze              | 389 kg                        | Rafel Cerro                   | 388 kg                        |
| Pesi supermassimi — +109 kg (Dettagli)  |                               |                               |                               |                               |                               |                               |
| Strappo                                 | Lasha T'alakhadze             | 215 kg                        | Varazdat Lalayan              | 215 kg                        | Gor Minasyan                  | 212 kg                        |
| Slancio                                 | Lasha T'alakhadze             | 251 kg                        | Gor Minasyan                  | 250 kg                        | Man Asaad                     | 247 kg                        |
| Totale                                  | Lasha T'alakhadze             | 466 kg                        | Gor Minasyan                  | 462 kg                        | Varazdat Lalayan              | 461 kg                        |

### Categorie femminili
| Evento                                  | Oro                           | Oro                           | Argento                       | Argento                       | Bronzo                        | Bronzo                        |
| Pesi mosca — 45 kg (Dettagli)           | Pesi mosca — 45 kg (Dettagli) | Pesi mosca — 45 kg (Dettagli) | Pesi mosca — 45 kg (Dettagli) | Pesi mosca — 45 kg (Dettagli) | Pesi mosca — 45 kg (Dettagli) | Pesi mosca — 45 kg (Dettagli) |
| --------------------------------------- | ----------------------------- | ----------------------------- | ----------------------------- | ----------------------------- | ----------------------------- | ----------------------------- |
| Strappo                                 | Thanyathon Sukcharoen         | 82 kg                         | Chayuttra Pramongkhol         | 78 kg                         | Manuela Berrío                | 77 kg                         |
| Slancio                                 | Chayuttra Pramongkhol         | 102 kg                        | Thanyathon Sukcharoen         | 100 kg                        | Manuela Berrío                | 93 kg                         |
| Totale                                  | Thanyathon Sukcharoen         | 182 kg                        | Chayuttra Pramongkhol         | 180 kg                        | Manuela Berrío                | 170 kg                        |
| Pesi gallo — 49 kg (Dettagli)           |                               |                               |                               |                               |                               |                               |
| Strappo                                 | Jiang Huihua                  | 93 kg                         | Mihaela Cambei                | 90 kg                         | Hou Zhihui                    | 89 kg                         |
| Slancio                                 | Jiang Huihua                  | 113 kg                        | Mirabai Chanu                 | 113 kg                        | Hayley Reichardt              | 110 kg                        |
| Totale                                  | Jiang Huihua                  | 206 kg                        | Mirabai Chanu                 | 200 kg                        | Hou Zhihui                    | 198 kg                        |
| Pesi piuma — 55 kg (Dettagli)           |                               |                               |                               |                               |                               |                               |
| Strappo                                 | Hidilyn Diaz                  | 93 kg                         | Ana Gabriela López            | 90 kg                         | Rosalba Morales               | 89 kg                         |
| Slancio                                 | Hidilyn Diaz                  | 114 kg                        | Rosalba Morales               | 110 kg                        | Shoely Mego                   | 109 kg                        |
| Totale                                  | Hidilyn Diaz                  | 207 kg                        | Rosalba Morales               | 199 kg                        | Ana Gabriela López            | 198 kg                        |
| Pesi leggeri — 59 kg (Dettagli)         |                               |                               |                               |                               |                               |                               |
| Strappo                                 | Luo Xiaomin                   | 103 kg                        | Maude Charron                 | 103 kg                        | Kamila Konotop                | 102 kg                        |
| Slancio                                 | Yenny Álvarez                 | 133 kg                        | Kuo Hsing-chun                | 130 kg                        | Luo Shifang                   | 129 kg                        |
| Totale                                  | Yenny Álvarez                 | 234 kg                        | Kuo Hsing-chun                | 232 kg                        | Maude Charron                 | 231 kg                        |
| Pesi medi — 64 kg (Dettagli)            |                               |                               |                               |                               |                               |                               |
| Strappo                                 | Pei Xinyi                     | 105 kg                        | Natalia Llamosa               | 101 kg                        | Rattanawan Wamalun            | 101 kg                        |
| Slancio                                 | Pei Xinyi                     | 128 kg                        | Rattanawan Wamalun            | 126 kg                        | Natalia Llamosa               | 123 kg                        |
| Totale                                  | Pei Xinyi                     | 233 kg                        | Rattanawan Wamalun            | 227 kg                        | Natalia Llamosa               | 224 kg                        |
| Pesi massimi leggeri — 71 kg (Dettagli) |                               |                               |                               |                               |                               |                               |
| Strappo                                 | Loredana Toma                 | 119 kg                        | Angie Palacios                | 116 kg                        | Zeng Tiantian                 | 113 kg                        |
| Slancio                                 | Liao Guifang                  | 140 kg                        | Zeng Tiantian                 | 140 kg                        | Olivia Reeves                 | 139 kg                        |
| Totale                                  | Loredana Toma                 | 256 kg                        | Zeng Tiantian                 | 253 kg                        | Angie Palacios                | 252 kg                        |
| Pesi mediomassimi — 76 kg (Dettagli)    |                               |                               |                               |                               |                               |                               |
| Strappo                                 | Sara Ahmed                    | 113 kg                        | Mattie Rogers                 | 109 kg                        | Bella Paredes                 | 108 kg                        |
| Slancio                                 | Sara Ahmed                    | 148 kg                        | Mattie Rogers                 | 138 kg                        | Kim Su-hyeon                  | 137 kg                        |
| Totale                                  | Sara Ahmed                    | 261 kg                        | Mattie Rogers                 | 247 kg                        | Kim Su-hyeon                  | 245 kg                        |
| Pesi massimi primi — 81 kg (Dettagli)   |                               |                               |                               |                               |                               |                               |
| Strappo                                 | Iryna Decha                   | 122 kg                        | Alina Maruščak                | 119 kg                        | Liang Xiaomei                 | 118 kg                        |
| Slancio                                 | Liang Xiaomei                 | 152 kg                        | Wang Zhouyu                   | 151 kg                        | Tamara Salazar                | 148 kg                        |
| Totale                                  | Liang Xiaomei                 | 270 kg                        | Wang Zhouyu                   | 266 kg                        | Tamara Salazar                | 262 kg                        |
| Pesi massimi — 87 kg (Dettagli)         |                               |                               |                               |                               |                               |                               |
| Strappo                                 | Solfrid Koanda                | 113 kg                        | Tursunoy Jabborova            | 112 kg                        | Eileen Cikamatana             | 109 kg                        |
| Slancio                                 | Solfrid Koanda                | 147 kg                        | Ankhtsetseg Munkhjantsan      | 143 kg                        | Eileen Cikamatana             | 140 kg                        |
| Totale                                  | Solfrid Koanda                | 260 kg                        | Eileen Cikamatana             | 249 kg                        | Tursunoy Jabborova            | 241 kg                        |
| Pesi supermassimi — +87 kg (Dettagli)   |                               |                               |                               |                               |                               |                               |
| Strappo                                 | Li Wenwen                     | 141 kg                        | Sarah Robles                  | 127 kg                        | Duangaksorn Chaidee           | 126 kg                        |
| Slancio                                 | Li Wenwen                     | 170 kg                        | Emily Campbell                | 165 kg                        | Duangaksorn Chaidee           | 160 kg                        |
| Totale                                  | Li Wenwen                     | 311 kg                        | Emily Campbell                | 287 kg                        | Duangaksorn Chaidee           | 286 kg                        |

## Medagliere

### Grandi (totale)
Riferito al totale dell'esercizio.
| Posiz.              | Nazione             | Oro | Argento | Bronzo | Totale |
| ------------------- | ------------------- | --- | ------- | ------ | ------ |
| 1                   | Cina                | 6   | 3       | 3      | 12     |
| 2                   | Colombia            | 2   | 2       | 4      | 8      |
| 3                   | Thailandia          | 2   | 2       | 2      | 6      |
| 4                   | Indonesia           | 1   | 2       | 0      | 3      |
| 5                   | Bahrein             | 1   | 1       | 0      | 2      |
| 5                   | Georgia             | 1   | 1       | 0      | 2      |
| 7                   | Uzbekistan          | 1   | 0       | 1      | 2      |
| 8                   | Egitto              | 1   | 0       | 0      | 1      |
| 8                   | Filippine           | 1   | 0       | 0      | 1      |
| 8                   | Norvegia            | 1   | 0       | 0      | 1      |
| 8                   | Qatar               | 1   | 0       | 0      | 1      |
| 8                   | Romania             | 1   | 0       | 0      | 1      |
| 8                   | Venezuela           | 1   | 0       | 0      | 1      |
| 14                  | Kazakistan          | 0   | 1       | 1      | 2      |
| 15                  | Australia           | 0   | 1       | 0      | 1      |
| 15                  | Gran Bretagna       | 0   | 1       | 0      | 1      |
| 15                  | India               | 0   | 1       | 0      | 1      |
| 15                  | Iran                | 0   | 1       | 0      | 1      |
| 15                  | Stati Uniti         | 0   | 1       | 0      | 1      |
| 15                  | Taipei cinese       | 0   | 1       | 0      | 1      |
| 15                  | Turkmenistan        | 0   | 1       | 0      | 1      |
| 15                  | Vietnam             | 0   | 1       | 0      | 1      |
| 23                  | Corea del Sud       | 0   | 0       | 3      | 3      |
| 24                  | Armenia             | 0   | 0       | 2      | 2      |
| 24                  | Ecuador             | 0   | 0       | 1      | 1      |
| 26                  | Canada              | 0   | 0       | 1      | 1      |
| 26                  | Messico             | 0   | 0       | 1      | 1      |
| Totale (27 nazioni) | Totale (27 nazioni) | 20  | 20      | 20     | 60     |

### Grandi (totale) e piccole (strappo e slancio)
Riferito al totale dell'esercizio e delle singole specialità.
| Posiz.              | Nazione             | Oro | Argento | Bronzo | Totale |
| ------------------- | ------------------- | --- | ------- | ------ | ------ |
| 1                   | Cina                | 19  | 8       | 7      | 34     |
| 2                   | Thailandia          | 5   | 6       | 7      | 18     |
| 3                   | Colombia            | 3   | 5       | 16     | 24     |
| 4                   | Indonesia           | 3   | 4       | 1      | 8      |
| 5                   | Georgia             | 3   | 2       | 0      | 5      |
| 6                   | Uzbekistan          | 3   | 1       | 1      | 5      |
| 7                   | Egitto              | 3   | 0       | 0      | 3      |
| 7                   | Filippine           | 3   | 0       | 0      | 3      |
| 7                   | Norvegia            | 3   | 0       | 0      | 3      |
| 10                  | Bahrein             | 2   | 3       | 1      | 6      |
| 11                  | Romania             | 2   | 1       | 0      | 3      |
| 12                  | Venezuela           | 2   | 0       | 0      | 2      |
| 13                  | Kazakistan          | 1   | 3       | 3      | 7      |
| 14                  | Iran                | 1   | 3       | 0      | 4      |
| 15                  | Turkmenistan        | 1   | 2       | 0      | 3      |
| 16                  | Ucraina             | 1   | 1       | 1      | 3      |
| 16                  | Vietnam             | 1   | 1       | 1      | 3      |
| 18                  | Bulgaria            | 1   | 1       | 0      | 2      |
| 18                  | Qatar               | 1   | 1       | 0      | 2      |
| 20                  | Francia             | 1   | 0       | 0      | 1      |
| 20                  | Turchia             | 1   | 0       | 0      | 1      |
| 22                  | Stati Uniti         | 0   | 3       | 2      | 5      |
| 23                  | Gran Bretagna       | 0   | 2       | 0      | 2      |
| 23                  | India               | 0   | 2       | 0      | 2      |
| 23                  | Taipei cinese       | 0   | 2       | 0      | 2      |
| 26                  | Corea del Sud       | 0   | 1       | 5      | 6      |
| 27                  | Ecuador             | 0   | 1       | 4      | 5      |
| 28                  | Armenia             | 0   | 1       | 3      | 4      |
| 29                  | Australia           | 0   | 1       | 2      | 3      |
| 30                  | Canada              | 0   | 1       | 1      | 2      |
| 30                  | Messico             | 0   | 1       | 1      | 2      |
| 32                  | Mongolia            | 0   | 1       | 0      | 1      |
| 32                  | Spagna              | 0   | 1       | 0      | 1      |
| 34                  | Kirghizistan        | 0   | 0       | 1      | 1      |
| 34                  | Perù                | 0   | 0       | 1      | 1      |
| 34                  | Siria               | 0   | 0       | 1      | 1      |
| 34                  | Tunisia             | 0   | 0       | 1      | 1      |
| Totale (37 nazioni) | Totale (37 nazioni) | 60  | 60      | 60     | 180    |

## Classifica a squadre

### Sistema di punteggio
Il sistema di punteggio è basato sui punti distribuiti per l'esercizio totale e le due specialità in base allo schema adottato nel 1996:

### Categorie maschili
| Pos. | Squadra            | Punti |
| ---- | ------------------ | ----- |
| 1    | Colombia           | 620   |
| 2    | Georgia            | 528   |
| 3    | Cina               | 507   |
| 4    | Kazakistan         | 479   |
| 5    | Thailandia         | 412   |
| 6    | Corea del Sud      | 391   |
| 7    | Iran               | 382   |
| 8    | Armenia            | 337   |
| 9    | Stati Uniti        | 319   |
| 10   | Bulgaria           | 299   |
| 11   | Indonesia          | 297   |
| 12   | Messico            | 281   |
| 13   | Uzbekistan         | 277   |
| 14   | Turchia            | 245   |
| 15   | Ecuador            | 221   |
| 16   | Giappone           | 204   |
| 17   | Spagna             | 198   |
| 18   | Turkmenistan       | 171   |
| 19   | Bahrein            | 154   |
| 20   | Venezuela          | 149   |
| 21   | Vietnam            | 145   |
| 22   | Cuba               | 140   |
| 23   | Lettonia           | 134   |
| 24   | Filippine          | 129   |
| 25   | Italia             | 124   |
| 26   | Algeria            | 124   |
| 27   | Canada             | 120   |
| 28   | Kirghizistan       | 108   |
| 29   | Moldavia           | 107   |
| 30   | Rep. Ceca          | 105   |
| 31   | Regno Unito        | 101   |
| 32   | Germania           | 96    |
| 33   | Lituania           | 88    |
| 34   | Polonia            | 80    |
| 35   | Qatar              | 74    |
| 36   | Egitto             | 72    |
| 37   | Francia            | 69    |
| 38   | Siria              | 65    |
| 39   | Tunisia            | 65    |
| 40   | Arabia Saudita     | 64    |
| 41   | Brasile            | 63    |
| 42   | Perù               | 63    |
| 43   | Taipei cinese      | 57    |
| 44   | Israele            | 55    |
| 45   | Oman               | 54    |
| 46   | Rep. Dominicana    | 53    |
| 47   | Libia              | 50    |
| 48   | Austria            | 48    |
| 49   | Madagascar         | 40    |
| 50   | Finlandia          | 38    |
| 51   | Nuova Zelanda      | 31    |
| 52   | Estonia            | 31    |
| 53   | India              | 28    |
| 54   | Grecia             | 27    |
| 55   | Croazia            | 24    |
| 56   | Danimarca          | 22    |
| 57   | Honduras           | 20    |
| 58   | Argentina          | 20    |
| 59   | Norvegia           | 19    |
| 60   | Porto Rico         | 18    |
| 61   | Albania            | 17    |
| 62   | Ghana              | 17    |
| 63   | Tonga              | 17    |
| 64   | Nauru              | 14    |
| 65   | Figi               | 12    |
| 66   | Uganda             | 11    |
| 67   | Barbados           | 11    |
| 68   | Botswana           | 10    |
| 69   | Giamaica           | 10    |
| 70   | Svezia             | 4     |
| 71   | Papua Nuova Guinea | 4     |
| 72   | Romania            | 3     |
| 73   | Guyana             | 3     |
| —    | Paraguay           | 0     |
| —    | Irlanda            | 0     |
| —    | Kenya              | 0     |
| —    | Paesi Bassi        | 0     |

### Categorie femminili
| Pos. | Squadra                   | Punti |
| ---- | ------------------------- | ----- |
| 1    | Cina                      | 750   |
| 2    | Stati Uniti               | 609   |
| 3    | Colombia                  | 608   |
| 4    | Ecuador                   | 481   |
| 5    | Messico                   | 432   |
| 6    | Thailandia                | 345   |
| 7    | Canada                    | 316   |
| 8    | Venezuela                 | 315   |
| 9    | Corea del Sud             | 309   |
| 10   | Ucraina                   | 265   |
| 11   | Romania                   | 261   |
| 12   | Giappone                  | 260   |
| 13   | Filippine                 | 243   |
| 14   | Brasile                   | 226   |
| 15   | Taipei cinese             | 217   |
| 16   | Armenia                   | 217   |
| 17   | Egitto                    | 212   |
| 18   | Australia                 | 207   |
| 19   | Regno Unito               | 201   |
| 20   | Indonesia                 | 166   |
| 21   | Uzbekistan                | 150   |
| 22   | Norvegia                  | 149   |
| 23   | Vietnam                   | 144   |
| 24   | Rep. Dominicana           | 135   |
| 25   | Francia                   | 121   |
| 26   | Kazakistan                | 111   |
| 27   | Danimarca                 | 110   |
| 28   | Italia                    | 105   |
| 29   | Spagna                    | 105   |
| 30   | Iran                      | 105   |
| 31   | Israele                   | 102   |
| 32   | Perù                      | 91    |
| 33   | Mongolia                  | 89    |
| 34   | Turchia                   | 89    |
| 35   | India                     | 78    |
| 36   | Svezia                    | 70    |
| 37   | Belgio                    | 62    |
| 38   | Cuba                      | 60    |
| 39   | Germania                  | 58    |
| 40   | Croazia                   | 49    |
| 41   | Finlandia                 | 47    |
| 42   | Lituania                  | 37    |
| 43   | Bulgaria                  | 36    |
| 44   | Austria                   | 36    |
| 45   | Lettonia                  | 33    |
| 46   | Libano                    | 32    |
| 47   | Porto Rico                | 31    |
| 48   | Rep. Ceca                 | 29    |
| 49   | El Salvador               | 27    |
| 50   | Kenya                     | 26    |
| 51   | Paraguay                  | 23    |
| 52   | Guyana                    | 23    |
| 53   | Uganda                    | 20    |
| 54   | Turkmenistan              | 18    |
| 55   | Polonia                   | 16    |
| 56   | Islanda                   | 16    |
| 57   | Argentina                 | 14    |
| 58   | Irlanda                   | 11    |
| 59   | Saint Vincent e Grenadine | 11    |
| 60   | Papua Nuova Guinea        | 10    |
| 61   | Grecia                    | 1     |
| —    | Bolivia                   | 0     |
| —    | Nauru                     | 0     |
| —    | Lussemburgo               | 0     |
| —    | Madagascar                | 0     |
| —    | Botswana                  | 0     |
| —    | Costa Rica                | 0     |
| —    | Honduras                  | 0     |
| —    | Arabia Saudita            | 0     |
| —    | Malta                     | 0     |
| —    | Paesi Bassi               | 0     |
| —    | Svizzera                  | 0     |
| —    | Tonga                     | 0     |